# Ujhani
Ujhani ist eine Stadt im indischen Bundesstaat Uttar Pradesh.
Die Stadt ist Teil des Distrikts Badaun. Ujhani liegt ca. 305 km nordwestlich von Uttar Pradeshs Hauptstadt Lucknow. Ujhani hat den Status eines Nagar Palika Parishad. Die Stadt ist in 25 Wards gegliedert. Sie hatte am Stichtag der Volkszählung 2011 62.039 Einwohner, von denen 32.439 Männer und 29.600 Frauen waren.